# Achta Ahmat Bremé
Achta Ahmat Bremé, née à Am Timan, dans la région du Salamat, est une femme politique tchadienne. 
De 2018 à 2020, elle est ministre de l'Aménagement du territoire, du Développement de l'Habitat et de l'Urbanisme, puis de 2020 à 2021, ministre de la Formation professionnelle et des Métiers.

## Biographie
Achta Ahmat Bremé a d'abord commencé ses études primaires et secondaires dans sa ville natale d'Am-Timan. En suite, elle regagne la capital, N'Djaména pour poursuivre son cursus au Lycée Technique commercial ou elle a obtenu son baccalauréat en 1991. En 1994, elle obtient son diplôme de technicien en assurance à l'Institut international des assurances de Yaoundé au Cameroun. En 2000, elle s'envole à Montréal au Canada pour poursuivre ses études à l'université du Québec où elle sort nanti d'un Bachelor of Business Administration en 2008.

## Carrière
Après avoir fini ses études, Achta Ahmat Bremé a exercé plusieurs fonctions au sein de l'administration publique tchadienne. Elle a d'abord été conseillère des affaires économiques du Ministère des finances de 2007 à 2014. En suite, Directrice générale adjointe au commerce extérieur au Ministère des Mines, du développement industriel, commercial et de la promotion du secteur privé (2014). Puis de novembre 2014 à mai 2018, elle est le point focal du Tchad sur le dossier coton de l'initiative sectorielle en faveur du coton et parallèlement de février 2016 à mai 2018, elle est la négociatrice en chef du Tchad dans le cadre de négociation de la zone de libre échange continentale de l'Union africaine. 
De 2018 à 2020, elle est ministre de l'Aménagement du territoire, du Développement de l'Habitat et de l'Urbanisme, puis de 2020 à 2021, ministre de la Formation professionnelle et des Métiers.

## Articles Connexes
Gata Ngoulou 